# Молина-и-Бедойя, Фелипе Франсиско
Фелипе Франсиско Молина-и-Бедойя (исп. Felipe Francisco Molina y Bedoya; ? — 1855, Вашингтон, США) — коста-риканский государственный деятель, дипломат.

## Биография
Родился в городе Гватемала в семье министра иностранных дел и Будущего члена триумвирата Соединённых провинций Центральной Америки Педро Молина Масарьегоса и Марии Долорес Бедойя, активной участницы движения за независимость Центральной Америки от Испании.
Образование получил в Филадельфии, США. Пошёл по стопам отца. Служил в Министерстве иностранных дел.
Был полномочным послом Коста-Рики в Никарагуа, где подписал договор Молина-Хуареса, касающийся пограничного конфликта между двумя странами. Позднее — посол Коста-Рики в Великобритании, Франции, Испании , Ватикане и США. В 1850 году подписал в Мадриде договор, по которому Испания признала независимость Коста-Рики, от имени Коста-Рики такие же договора с Соединенными Штатами, Нидерландами и Никарагуа.
Умер в Вашингтоне в 1855 году.